# Ruthenen
Ruthenen (lat. Rutheni, Sg. Ruthenus, latinisiert aus dem Ethnonym Rusyn/Rusin) bezeichnet in der Historiographie ab dem 19. Jahrhundert ostslawische Bevölkerungsgruppen, hauptsächlich für Ukrainer und manchmal für Weißrussen. Er leitet sich von Ruthenien ab, einer lateinischen Namensvariante für die Rus. Bis zum 19. Jahrhundert wurde der Begriff unsystematisch neben anderen Namensvarianten (lateinisch Russi, Roxolani; deutsch Russen, Reußen) verwendet, bevor er in Europa zum Instrument einer politisch motivierten Differenzierung der Ostslawen wurde.

## 12./13. Jahrhundert
Das zur Kiewer Rus gehörende Fürstentum Galizien wurde 1188 von König Bela III. von Ungarn besetzt. Sein damit als Statthalter eingesetzter Sohn Andreas II. ließ sich 1205 zum Rex Galiciae et Lodomiriae krönen und beanspruchte so bis zu seinem Tod 1235 die Hegemonie über das Fürstentum Galizien-Wolhynien, zumeist ohne effektive Kontrolle. Stärkster Teilstaat der Rus war ab Mitte des 12. Jahrhunderts das Fürstentum Wladimir-Susdal (bis 1125 noch Fürstentum Rostow), sein Fürst Juri Dolgoruki insgesamt vier Jahre lang Großfürst von Kiew. Der Metropolit der Russisch-Orthodoxen Kirche residierte in Kiew von der Schaffung dieses Amtes 1063 bis zu seinem Umzug nach Wladimir im Jahr 1299.
Im 13. Jahrhundert entstand die älteste heute erhaltene Kopie der ursprünglich im 12. Jahrhundert verfassten ungarischen Gründungschronik. Diese Gesta Hungarorum beschreiben die Geschichte der Magyaren in Anlehnung an die Verhältnisse im 12. und 13. Jahrhundert: Im Jahre 889 hätten die Magyaren unter sieben leitenden Personen (persones principales) das Land der Skythen nach Westen verlassen. Einer dieser Anführer, Herzog Almus, sei mit allen Seinen in das (oder „in ein“) Land Russlands, genannt Susudal, gekommen. Danach seien sie aber in die Landesteile der Ruthenen (partes Rutenorum) weitergekommen, seien ohne Widerstand zur Stadt Kiew durchgedrungen, hätten den Fluss Dnepr überschifft (fluvium Deneper transnavigando) und sich das Reich der Ruthenen (regnum Rutenorum) unterwerfen wollen. Regiert worden sei dieses Reich aber von Herzögen (duces). Der Herzog von Kiew habe nach Beratung mit seinen primates zur Schlacht gegen Alamus gerufen.
1355 wurde ein Rurikidenfürst von Halytsch-Wolodymyr von einem päpstlichen Legaten zum Rex Russiae („König der Rus“) gekrönt.

## 15./16. Jahrhundert bis 1772
Im Mittelalter und der frühen Neuzeit waren Ruthenen zunächst die Slawen griechisch-orthodoxen Glaubens im Großfürstentum Litauen, welches u. a. große Teile der heutigen Staaten Ukraine und Weißrussland umfasste. Als Verkehrssprache des litauischen Großfürstentums entwickelten sich Varianten ostslawischer Sprache, die sich deutlich von der Moskauer unterschieden. Diese ruthenische Sprache wird heute von Belarussen als Alt-Belorussisch betrachtet und von Ukrainern als Alt-Ukrainisch. Im Gefolge der politischen Realunion Polens und Litauens in der Union von Lublin von 1569 wurde 1596 die Kirchenunion von Brest geschlossen. Damit pflegten die polnisch-litauischen Untertanen ruthenischer Sprache unter dem Primat des Papstes weiterhin ihren ostkirchlichen Ritus.
Zahlreiche Autoren der Neuzeit bezeichnete auch die Bevölkerung des Russischen Zarenreiches als Ruthenen, etwa Siegmund von Herberstein oder Maciej Miechowita.

## 1772 bis 1918
Durch die Teilungen Polens kam der größte Teil der Ostslawen in Polen-Litauen unter die Hoheit des Russischen Reiches. Dort entwickelten sich die regionalen Kulturen in Belarus und der Ukraine in Abgrenzung zu den Russen weiter. Im Russischen Reich wurden die neu hinzugekommenen Ostslawen auf dem Gebiet der Ukraine als Kleinrussen (russisch малороссы) bezeichnet. Der kleinere Teil der Ruthenen kam in das nach dem Fürstentum Galizien-Wolhynien benannte österreichische Kronland Galizien und Lodomerien, das allerdings auch den Süden Kleinpolens umfasste. Diese Bevölkerungsgruppe waren die Ruthenen im Habsburgerreich. Für den Begriff Ruthenen setzte sich vor allem der Statthalter von Galizien und Lodomerien Franz Seraph von Stadion ein, um die lokale ostslawische Bevölkerung begrifflich von den Russen zu trennen. Im 19. Jahrhundert begann sich auf dem Gebiet der heutigen Ukraine eine Nationalbewegung zu entfalten. Sie lehnte die von der zaristischen Regierung präferierte Vorstellung vom dreieinigen russischen Volk aus Großrussen, Kleinrussen und Belarussen ab und strebte die Formierung einer „ukrainischen“ Nation und als Endziel einen eigenen Nationalstaat an. Ihnen gegenüber stand die russophile Bewegung in Galizien, die jedoch durch die Repressalien Österreich-Ungarns zerschlagen wurde.

## 20. und 21. Jahrhundert
Spätestens mit dem Zerfall des Habsburgerreichs definierten sich dessen ehemaligen ostslawische Untertanen zumeist als Ukrainer. Nach der Oktoberrevolution 1917 entstanden zudem kurzlebige ukrainische Nationalstaaten, die Ukrainische Volksrepublik und die Westukrainische Volksrepublik, bis die Bolschewisten im Laufe des Jahres 1920 die Kontrolle über die Ukraine erlangten, was zur Gründung der ukrainischen Sowjetrepublik führte. Aus dieser ging mit dem Ende der UdSSR der heutige unabhängige Staat Ukraine hervor. 
Die ostslawische Mischbevölkerung der Nordkarpaten, verteilt auf die Slowakei, Polen und die Ukraine, zweifellos ein Teil der Ruthenen nach früheren Definitionen, wird heute zumeist als Russinen bezeichnet.
Die Nationalsozialisten benutzten für die Belarussen während der Besatzungszeit die Bezeichnung Weißruthenen, um sie begrifflich von den Russen zu trennen. Auch die heutige westliche Historiographie benutzt den Terminus Ruthenen, um Teile der Ostslawen von den Russen abzugrenzen. Gerade in hochmittelalterlichen Zusammenhängen erweist sich das häufig als problematisch.

## Belege
1. ↑  Ladislaus Juhász (Hg.): GESTA HVNGARORVM, S. 6, Kap. 7 u. 8.
2. ↑  Andreas Kappeler: Kleine Geschichte der Ukraine. 5. Auflage. C. H. Beck, München 2019, ISBN 978-3-406-73558-5, S. 171–176 (eingeschränkte Vorschau in der Google-Buchsuche).